# Wola Piasecka
Wola Piasecka (prononciation [ˈvɔla pjaˈsɛt͡ska]) est un village de la gmina de Piaski du powiat de Świdnik dans la voïvodie de Lublin, situé dans l'est de la Pologne.
Il se situe à environ 2 kilomètres à l'ouest de Piaski (siège de la gmina), 13 kilomètres au sud-est de Świdnik (siège du powiat) et 22 kilomètres au sud-est de Lublin (capitale de la voïvodie).
Le village compte approximativement une population de 500 habitants.

## Histoire
De 1975 à 1998, le village est attaché administrativement à l'ancienne voïvodie de Lublin.

Depuis 1999, il fait partie de la nouvelle voïvodie de Lublin.